# Johannes Antonius Veraart
Joannes Antonius Veraart (Amsterdam, 26 januari 1886 – Wassenaar, 15 januari 1955) was een Nederlands econoom, politicus en hoogleraar aan de Technische Hogeschool te Delft. Hij hield zich bezig met de ethische aspecten aan economische problemen.
Al vroeg pleitte Veraart voor een vorm van collectieve arbeidsovereenkomst tussen werkgevers en werknemers. Ondanks een kritische houding t.a.v. de koers van de partij was hij gedurende lange tijd actief lid van de Roomsch-Katholieke Staatspartij (RKSP). Veraart was vurig pleitbezorger van de parlementaire democratie, en keerde zich tegen vormen van staatsautoritair gedrag. Na de oorlog pleitte hij voor een open samenleving, waarin samenwerking tussen West-Europese landen op basis van het christendom nieuwe kansen op beschaving zou bieden. Hij was lid van de Sociaal-Economische Raad.

## Leven en werk
Joannes Antonius Veraart, zoon van Josephus Johannes Veraart en Christina Bernardina Maria Röholl, werd im Amsterdam geboren waar zijn vader werkte als expediteur. Na zijn opleiding aan het St. Ignatiusgymnasium ging hij aan de Gemeentelijke Universiteit (GU) rechten en economie studeren. In 1910 promoveerde hij in de rechtswetenschap op het proefschrift "Arbeidsloon". Hij benaderde zijn onderwerp vanuit een realistisch en een ethisch standpunt. De economische bedrijfsorganisatie werd "in a nutshell" beschreven. In de conclusie stelde hij, dat oplossingen voor ethische problemen economisch gefundeerd moeten zijn.

### Vroege carrière
Veraart begon zijn carrière als vertrouwensman van de Nederlandsche Bond van Boekdrukkerijen. Hier kreeg hij de mogelijkheid zijn denkbeelden vorm te geven. Binnen deze bedrijfstak heerste grote onderlinge concurrentie en veel bedrijven waren organisatorisch zwak. Veraart wist te bewerkstelligen dat in 1914 een collectieve arbeidsovereenkomst tot stand kwam, de eerste in het boekbindersbedrijf. Pogingen tot verdere sanering en verbetering brachten hem in conflict met de federatie van drukkerspatroons. In november 1918 moest hij vertrekken.
En maand nadien werd hij benoemd tot directeur van het Katholiek Nationaal Middenstandsbureau, later het Nationaal Hanzebureau genaamd. In die functie was hij de drijvende kracht achter het zogenaamde Paasmanifest van katholieke werkgevers-, boeren-, middenstands- en arbeidersorganisaties, dat op de zaterdag vóór Pasen 1919 verscheen. Hierin werd het voornemen bekendgemaakt om per bedrijfstak bedrijfsraden op te richten, die zich met name zouden bezighouden met het opstellen van collectieve arbeidsovereenkomsten. Het doel was om dit bedrijfsradenstelsel in het gehele Nederlandse bedrijfsleven ingang te doen vinden. Door samenwerking tussen werkgevers en werknemers, en door verbetering van de positie van de arbeiders zou een revolutie, waarmee Troelstra in november 1918 had gedreigd, kunnen worden afgewend. De economische situatie deed zijn plannen in rook opgaan. Na een korte hausseperiode keerde het economisch tij in 1920. In die omstandigheden wilden de werkgevers zich niet binden aan cao's.

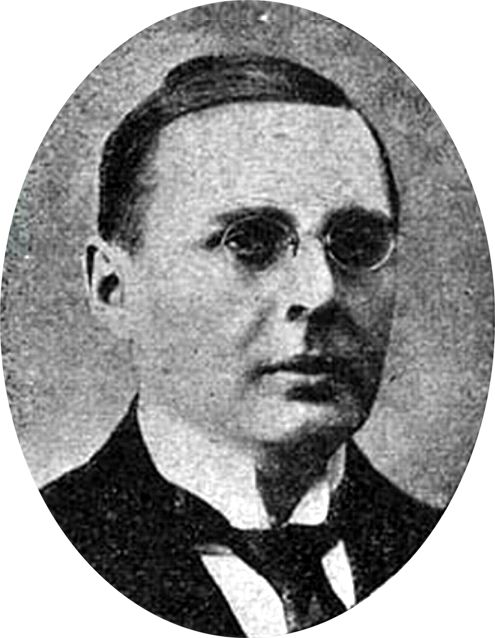
Mr. J.A. Veraart, 1919

Op grond van zijn deskundigheid in arbeidsaangelegenheden werd Veraart in 1920 benoemd tot lid van de Hoge Raad van Arbeid. Tot 1940 maakte hij deel uit van dit adviescollege, waarin ook vertegenwoordigers van werkgevers- en werknemersorganisaties zitting hadden. Hij was lid van diverse commissies, die zich o.a. bezighielden met het uitbrengen van adviezen over een bedrijfsradenwet, met bedrijfsorganisatie en het algemeen bindend en onverbindend verklaren van collectieve arbeidsovereenkomsten.
Het doel van de maatschappij moest, aldus Veraart in een voordracht over de sociologische betekenis van de onvolwaardige arbeidskracht (1928), de "volwaardige" mens zijn. Belemmeringen op de weg naar volwaardigheid konden in de mens zelf gelegen zijn of worden veroorzaakt door externe factoren. Luiheid, drankzucht, verwaarlozing, criminele aanleg hadden een negatieve invloed. Ziekte of invaliditeit als gevolg van een ongeval, konden tot onvolwaardigheid leiden, evenals maatschappelijke factoren zoals oorlog, langdurige werkeloosheid, slechte huisvesting. Ieder individu moest proberen zelf of via "vrije maatschappelijke groepen" volwaardig te worden. De staat had een aanvullende taak. In diverse functies heeft Veraart gepoogd onvolwaardigheid te bestrijden of de gevolgen daarvan te verhelpen. Zo was hij in het midden van de jaren '20 actief in Sobriëtas, een federatie van Rooms Katholieke diocesane bonden tot bevordering van de Christelijke matigheid en ter bestrijding van het alcoholisme. Hij propageerde het afsluiten van verzekeringen tegen ziekte en invaliditeit en droeg als voorzitter van de raad van beheer van twee verzekeringsmaatschappijen daadwerkelijk bij aan de verbreiding van een stelsel van sociale zekerheid. Hij was een van de oprichters van de Stichting tot Landontginning en Cultiveering van woeste gronden in Nederland (in het bijzonder in de provincies Drenthe en Noord-Brabant) en zette zich als bestuurslid hiervoor in.

### Technische Hogeschool van Delft
In 1914 werd Veraart op 28-jarige leeftijd benoemd tot privaatdocent aan de Technische Hogeschool van Delft. Vier jaren later volgde zijn benoeming tot hoogleraar in de staathuishoudkunde, de arbeidswetgeving, het mijn- en handelsrecht. Hij zou tot zijn dood in Delft doceren. Gedurende bijna twintig jaren organiseerde hij voor zijn ouderejaarsstudenten economische privatissima, waarin hij ook zelf spreekbeurten vervulde. Tot de onderwerpen die werden behandeld behoorden de crisispolitiek van de Nederlandse regering, het economisch beleid van president Roosevelt, het economisch program van de Nationaalsocialistische Duitse Arbeiderspartij, het Zuiderzeeprobleem, de economische betekenis van de liquidatie van Tsjecho-Slowakije, de verhouding Japan-Nederland-Nederlands-Indië.
Ook gaf hij veelvuldig cursussen aan volksuniversiteiten over arbeidswetgeving, bedrijfsorganisatie, ondernemings- en bedrijfswezen. Niet alleen in colleges en voordrachten, ook in boeken, kranten- en tijdschriftartikelen behandelde hij economische vraagstukken, in het bijzonder de publiekrechtelijke bedrijfsorganisatie.

### Roomsch-Katholieke Staatspartij

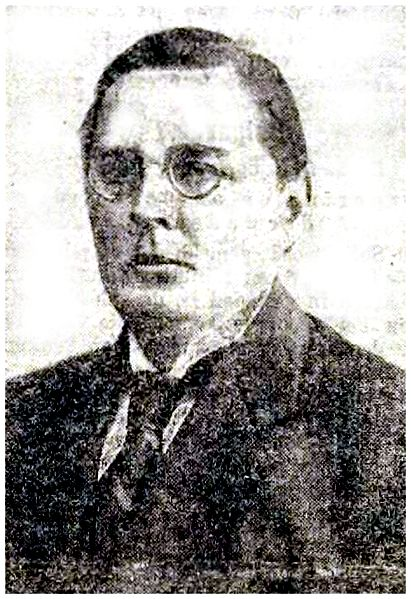
Prof. Mr. J.A. Veraart, 1925

Zijn pogingen om op politiek gebied iets te bereiken waren niet succesvol. Uit verzet tegen de behoudende koers van de Rooms-Katholieke Staatspartij richtte hij in 1923 met enkele anderen het Verbond Sint Michaël op. Veraart werd voorzitter van deze discussiegroep, die zich ten doel stelde om de "katholiek-democratische gedachte" in de Roomsch-Katholieke Staatspartij (RKSP) te bevorderen. Nadat het verbond in 1925 was opgegaan in de RKSP werd Veraart lid van het partijbestuur en het dagelijks bestuur. Van 1925-1929 nam hij voor de RKSP zitting in de Tweede Kamer. Daar pleitte hij voor een betere rechtspositie van de individuele werknemer. Hij wees op de noodzaak tot het regelen van rechtspraak in arbeidsgeschillen en medezeggenschap in het bedrijf : dit zou leiden tot "ontproletariseering" van de arbeider.
Met zijn toenemende kritiek op het crisisbeleid van de regering en het aandeel van de RKSP daarin vond hij geen gehoor. Hij verliet de partij en richtte in januari 1933 de Katholiek Democratische Bond op. Deze fuseerde in de herfst van datzelfde jaar met andere splinterpartijtjes tot de Katholiek Democratische Partij. Als voorzitter van deze partij hekelde hij het lakse en "ondemocratische" regeringsbeleid en pleitte voor een "moedig conjunctuurbeleid" in de vorm van een nationaal herstelplan tot werkverruiming en wederinschakeling van het hele Nederlandse volk in het productieproces. Een democratisch programministerie, waaraan niet alleen de KDP maar ook de socialisten en de "calvinistische democraten" zouden moeten meewerken zou zo'n beleid kunnen realiseren. Tevens schonk hij, in woord en geschrift, aandacht aan de crisis in het parlementaire stelsel. Hoewel hij toegaf dat kritiek gerechtvaardigd was, pleitte hij hartstochtelijk voor de handhaving van dit stelsel. Hij hekelde het fascisme in Duitsland en Italië en Musserts pogingen om met deze "geïmporteerde dwaasheid" het Nederlandse volk tot een "gedrilde massa" te maken.
Toen de KDP in 1935 geen zetels won bij de Provinciale Statenverkiezingen legde Veraart zijn partijvoorzitterschap neer. In 1939 keerde hij terug naar de RKSP.

### Oorlogsjaren en nadien
In het laatste jaar voor de oorlog was Veraart rector magnificus aan de Technische Hogeschool te Delft van 1939 tot mei 1940 (zie afbeelding). Bij het uitbreken van de oorlog week hij uit naar Londen, waar hij de oorlogsjaren doorbracht. Daar was hij o.a. twee jaar economisch adviseur van minister-president Pieter Sjoerds Gerbrandy. Die ontsloeg hem in het voorjaar van 1944 op staande voet, nadat Veraart in een artikel in Vrij Nederland kritiek had uitgeoefend op de plannen van de regering met betrekking tot de bestuursvoorziening in bevrijd Nederland.
In redevoeringen en publicaties pleitte hij voor herstel van de parlementaire democratie, voor een open samenleving waarin "public debate and public opinion must cause a fresh breeze through all state affairs"
Samenwerking tussen West-Europese landen op basis van het christendom zou de beschaving nieuwe kansen op ontplooiing bieden. Via de International Christian Democratic Union, de Association of University Professors and Lecturers of allied countries in Great Britain en andere organisaties legde hij contacten op internationaal niveau. In zijn documentatieverzameling getuigen brochures uit de series "Oxford pamphlets on world affairs" en "Post-war problems" van zijn politiek- maatschappelijk engagement.
Na de oorlog eiste de economische bedrijfsorganisatie weer een deel van zijn tijd en aandacht op. Als kroonlid van de Sociaal-Economische Raad werkte hij mee aan de tenuitvoerlegging van de Wet op de bedrijfsorganisatie (1950). Tot aan zijn dood (1955) bleef hij zich inzetten voor een samenleving waarin solidariteit, waardigheid en verantwoordelijkheid kernbegrippen zijn.

## Publicaties
- J.A. Veraart. Vraagstukken der economische bedrijfsorganisatie. 's-Hertogenbosch : Teulings, 1918.
- J.A. Veraart. Praeadvies van Prof. Mr. J.A. Veraart, Nijhoff, 1921.
- J.A. Veraart. Medezeggenschap en bedrijfsorganisatie. Gianotten, Tilburg, 1931.
- J.A. Veraart. Professor Veraart: ter inleiding ; Prof. Dr. J.A. Veraart als schrijver, Gianotten, 1935.
- J.A. Veraart. De realistische school in de economie. Rede Delft. Waltman, Delft, 1940.
- J.A. Veraart. Beginselen der publiekrechtelijke bedrijfsorganisatie, Brand, Bussum, 1947.
- J.A. Veraart. Brief van Joannes Antonius Veraart (1886-1955) aan Wilhelmus Johannes Maria Antonius Asselbergs (1903-1968): VDA inv.nr. 342 (3), 1949.

Literatuur over Veraart
- M.D. Bogaarts, "Veraart, Johannes Antonius (1886-1955)," in: Biografisch Woordenboek van Nederland. online at resources.huygens.knaw.nl, 12-11-2013.
- Robert W.J. Jansen. Dr Johannes Antonius Veraart; a catholic economist on Rerum Novarum. Nederland, 2016.
- Jos van Meeuwen, "VERAART, Johannes Antonius," in: Biografisch Woordenboek van het Socialisme en de Arbeidersbeweging in Nederland, (BWSA) 2 (1987), p. 166-168. Online op iisg.nl/bwsa, laatst gewijzigd 05.2017.
- J. Schmiermann. Prof.dr. J.A. Veraart 1886-1955. Aspecten van het politieke leven van een recalcitrant katholiek democraat. doctoraalscriptie Katholieke Universiteit Nijmegen 1988.
- Jos van Wel. ... in vanum laboraverunt ...; sophismen in de leer der economische bedrijfsorganisatie van Prof. Mr. J.A. Veraart. 1919.
- J.J. Woltjer. Recent verleden. Nederland in de twintigste eeuw.  Rainbowpocket 1994.